# 粒子加速器

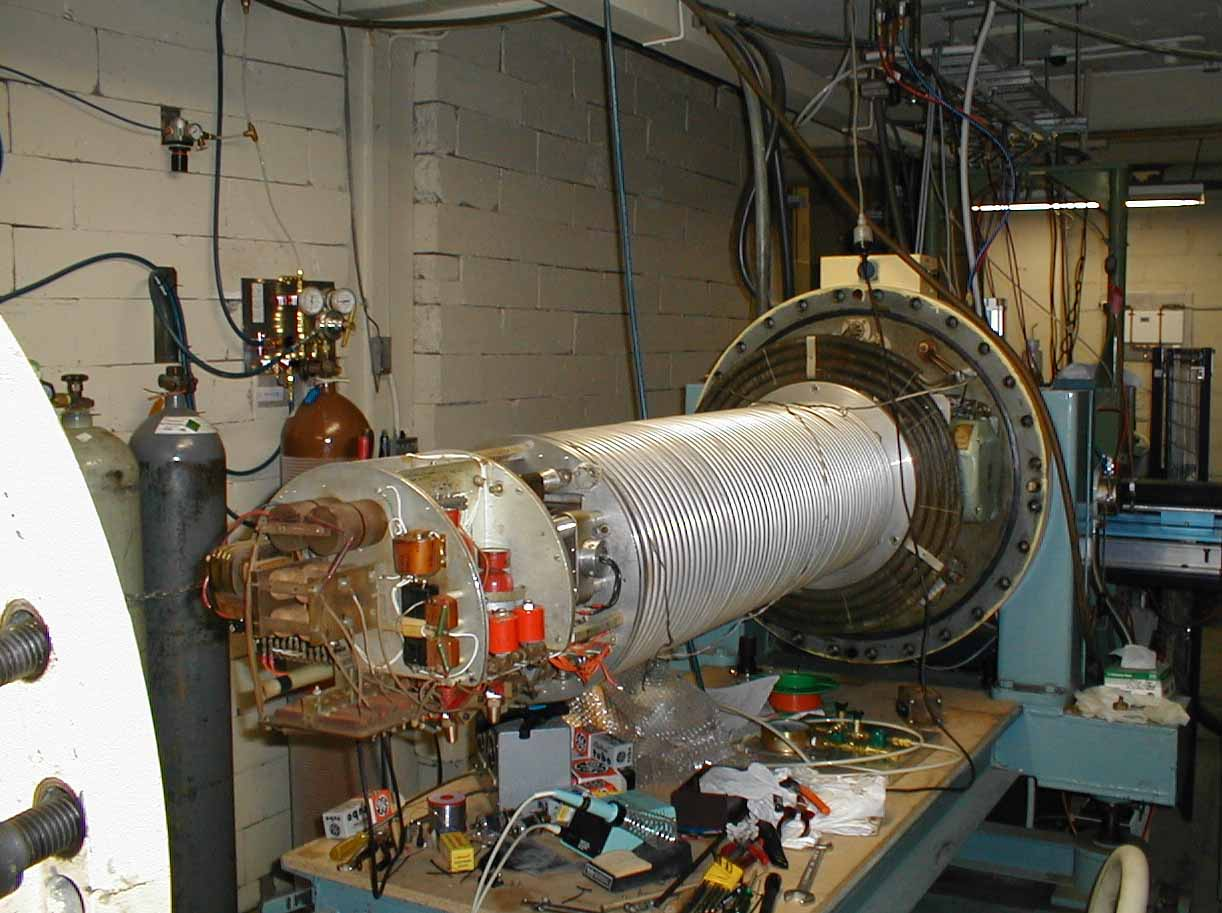
1960年代單階段（single stage） 2 MeV linear Van de Graaff 加速器，在此維修。

粒子加速器是利用電場來推動帶電粒子使之獲得高能量的仪器。日常生活中常見的粒子加速器有用於電視的陰極射線管及X光管等設施。只有当被加速的粒子置於抽真空的管中时，才不會被空氣中的分子所撞擊而潰散。在高能加速器裡的粒子由四極磁鐵聚焦成束，使粒子不會因為彼此間產生的排斥力而散開。
粒子加速器有兩種基本类型，環形加速器和直線加速器。

## 環形加速器
被加速的粒子以一定的能量在一圓形結構裡運動，粒子運行的圓形軌道是由二极磁铁（dipole magnet）所控制。和直線加速器(Linac)不一樣，環形加速器的結構可以持續地將粒子加速，粒子會重複經過圓形軌道上的同一點。但是粒子的能量會以同步輻射方式發散出去。
同步輻射是當任何帶電粒子加速時，所發出的一種電磁輻射。粒子在圓形軌道裡運動時都有一個向心加速度，會讓粒子持續輻射。此時必須提供電場加速以補充所損失的能量。同步輻射是一種高功率的輻射，加速器將電子加速以產生同相位的X光。
除了加速電子以外也有些加速器加速較重的離子，如質子，以運作更高的能量領域的研究。譬如高能物理對於夸克及膠子的研究分析。
最早的環形加速器為粒子迴旋加速器，1932年由恩奈斯特·勞倫斯所發明。粒子迴旋加速器有一對半圓形（D形）的中空盒子，以固定頻率變換電場，用以加速帶電粒子；以及一組磁偶極提供磁場使運動粒子轉彎。帶電粒子從盒子的圓心地方開始加速，然後依螺旋狀軌跡運動至盒子邊緣。
粒子迴旋加速器有其能量限制，因為狭义相對論效應會使得高速下的粒子質量改變。粒子的荷質比與迴旋頻率間的關係因此改變，許多參數需重新計算。當粒子速度接近光速時，粒子迴旋加速器需提供更多的能量才有可能讓粒子繼續運行，而這時可能已經達到粒子迴旋加速器機械上的極限。
當電子能量到達約十個百萬電子伏特（10 MeV）時，原本的粒子迴旋加速器無法對電子再做加速。必須用其他方法，如同步粒子迴旋加速器和等時粒子迴旋加速器的使用。這些加速器適用於較高的能量，而不用於較低的能量。
如果要到達更高的能量，約十億電子伏特（billion eV or GeV），必須使用同步加速器。同步加速器將粒子置於環形的真空管中，稱為儲存環。儲存環有許多的磁鐵裝置用以聚焦粒子以及讓粒子在儲存環中轉彎，用微波（高頻）共振腔提供電場將粒子加速。

## 直線加速器
帶電粒子在直線中加速，運行到加速器的末端。較低能量的加速器例如陰極射線管及X光產生器，使用約數千伏特的直流電壓（DC）差的一對電極板。在X光產生器的靶本身是其中一個電極。此加速方式由利奧·西拉德提出，最後由Rolf Widerøe在1928年成功做出第一台實驗裝置。
較高能的直線加速器使用在一直線上排列的電極板組合來提供加速電場。當帶電粒子接近其中一個電極板時，電極板上帶有相反電性的電荷以吸引帶電粒子。當帶電粒子通過電極板時，電極板上變成帶有相同電性的電荷以排斥推動帶電粒子到下一個電極板。為了能讓粒子持續加速通過，科學家通常會把電極版設計成電極環。所以，帶電粒子束加速時，必須小心控制每一個環上的交流（AC）電壓，讓每一個帶電粒子束可以持續加速。由於粒子速度越來越快，要保持電場加速粒子效率，電擊環的長度必須越來越長使電場作用在粒子的時間提高。為了保持粒子運動軌跡的穩定性，通常會使用一連串的四極電磁鐵(Quadrupole magnets)強制讓粒子束往中心方向聚集。
當粒子接近光速時，會由於相對論效應粒子會將電能轉成質能，電場的轉換速率必須變得相當高以抵抗相對論效應，須使用微波（高頻）共振腔來運作加速電場。
直線加速器由於高電壓的運作，會使儀器表面有感應電荷存在，這不只會造成實驗誤差更造成安全上的漏電，甚至這些在金屬儀器表面的電能會轉成更危險的熱能，這造成了直線加速器必須有極限電壓以保安全。加上儀器尺寸過大，高電壓運作的電費更是一大負擔。於是在直線加速器之後，科學家基於成本和安全要求發明了迴旋加速器(Cyclotron)。劳伦兹(Ernest Lawrence)發明了迴旋加速器並在1939年榮獲諾貝爾物理獎。
雖然直線加速器有成本和安全的缺點，但是和現今的粒子加速器比較的話，它還是有高功率(短時間將粒子加速到相對論狀態)和高數量輸出的優點。
直線加速器也被稱為Linac（Linear Accelerator的簡稱）。

## 应用
在美国，一些大医院已开始建造粒子加速器，以用于治疗癌症。目前美國、日本、俄羅斯、德國、義大利、中国等國皆已擁有以質子進行治療的加速器。而使用碳離子進行治療的最新技術設備，世界上則只有十一座，分別是：中國蘭州中科院近代物理所、上海市质子重离子医院、甘肃武威重离子治疗中心、德國海德堡大學離子治療中心、德國馬爾堡重離子治療中心、意大利帕維亞大學國立強子腫瘤治療中心、日本千葉縣醫用重離子加速器、兵庫縣立粒子線醫學中心、群馬大學重粒子線醫學研究中心和九州國際重粒子線癌症治療中心、奧地利的MedAustron質子與重粒子治療中心。